# OUR HOUSE
OUR HOUSE(아워 하우스)는 2016년 후지 TV계에서 방송된 일본의 텔레비전 드라마(가족 드라마)이다. 여배우 아시다 마나와 샬롯 케이트 폭스가 W주연을 맡았다.

## 출연
- 아시다 마나(4남매 중 둘째인 장녀인 반 사쿠라코)
- 샬롯 케이트 폭스(앨리스 셰퍼드)
- 야마모토 코지(아버지)
- 카토 세이시로(장남)
- 테라다 코코로(차남)
- 마츠다 세리카(차녀)
- 츠카모토 타카시(숙부)
- 마츠시타 유키(백모)
- 하시즈메 이사오(할아버지)[2]